# Les Aulneaux
Les Aulneaux – miejscowość i gmina we Francji, w regionie Kraj Loary, w departamencie Sarthe.
Według danych na rok 1990 gminę zamieszkiwało 101 osób, a gęstość zaludnienia wynosiła 12 osób/km² (wśród 1504 gmin Kraju Loary Les Aulneaux plasuje się na 1114. miejscu pod względem liczby ludności, natomiast pod względem powierzchni na miejscu 1070.).